# Giovanni Grevembroch

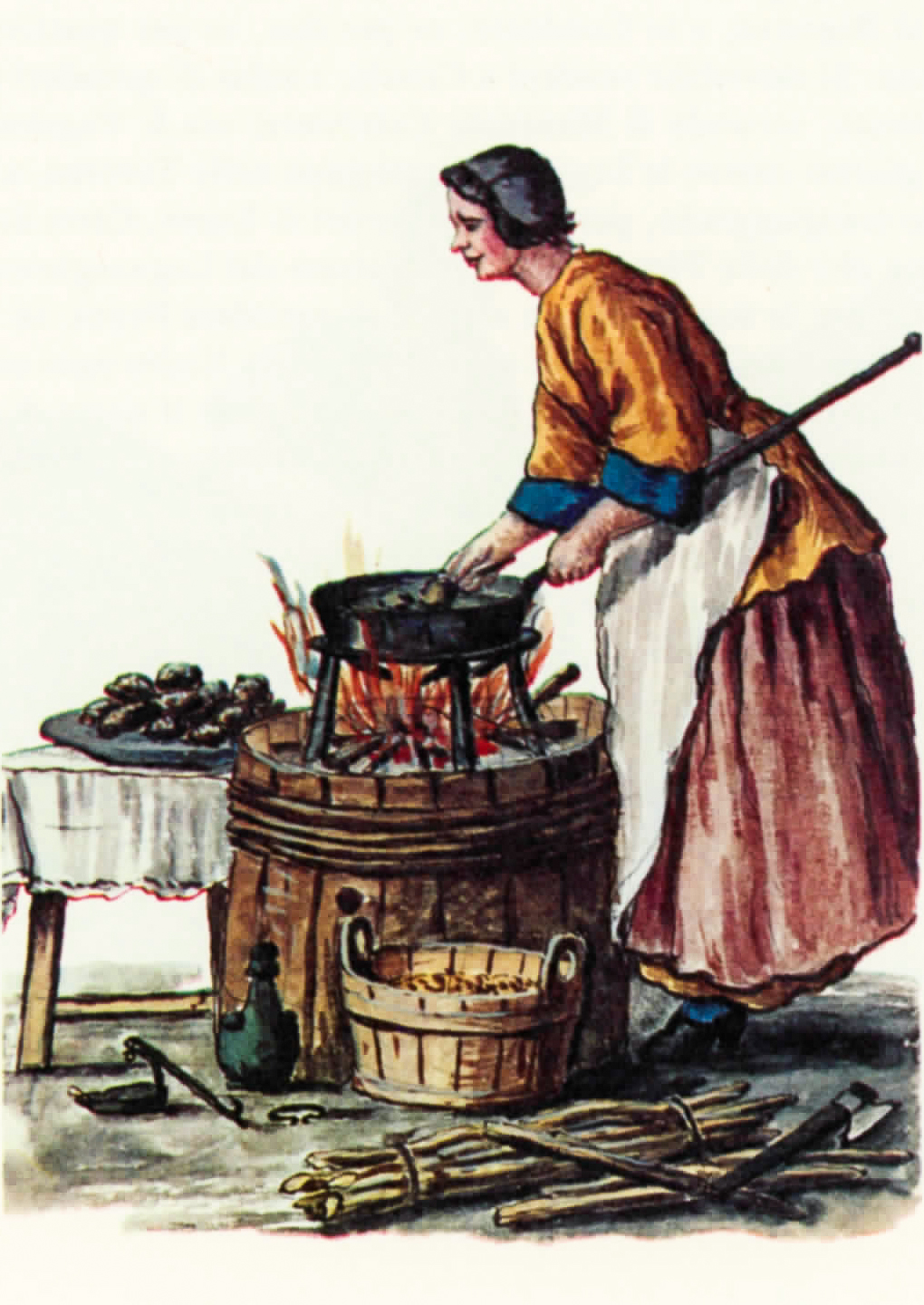
Frittellara da Gli abiti de Veneziani di quasi ogni età…

Giovanni Grevembroch, ovvero Jan Van Grevenbroeck (Venezia?, 1731 – Venezia, 1807), è stato un disegnatore italiano di origine olandese.

## Biografia
Molto sicuramente figlio di Alessandro Grevenbroeck, rappresentante di una famiglia di pittori originari dell'Olanda, che la località della nascita sia Venezia resta solo un'ipotesi, sostenuta dal fatto che questa città fu base per l'attività del padre dal 1717 al 1748 e che Giovanni vi visse per tutta la vita.

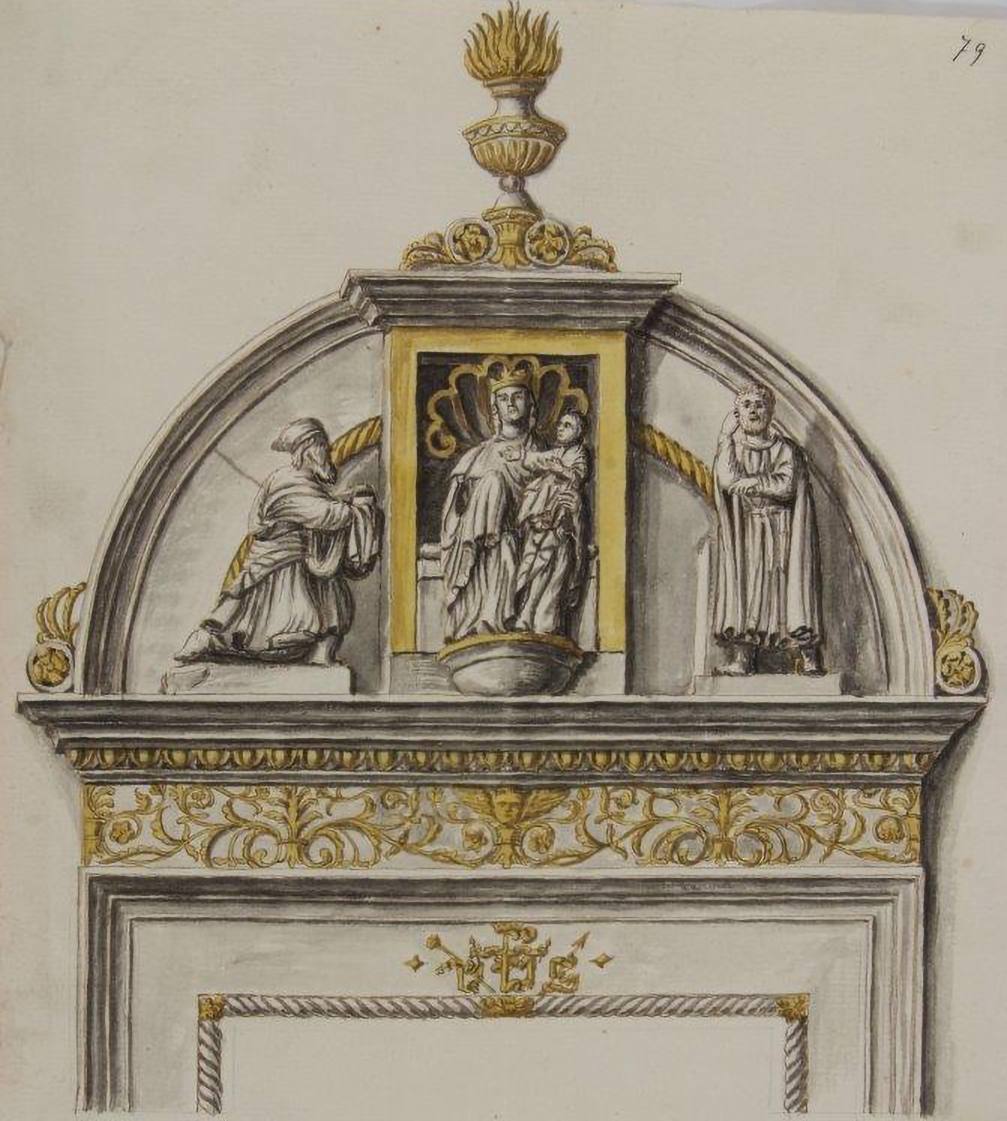
Il portale distrutto della chiesa dei Santi Filippo e Giacomo dai Monumenta Veneta ex antiquis ruderibus, Venezia, Biblioteca del Museo Correr, ms. Gradenigo Dolfin 228, vol. III, fol. 79

Ben poco si sa dell'attività del Grevembroch come pittore da cavalletto perché, per quanto note in letteratura, nessuna delle sue opere ci è giunta. Di grande interesse documentario, al di là della scarsa qualità del disegno, sono invece i circa tremila fogli che acquerellò per l'erudito Pietro Gradenigo nel corso dei vent'anni in cui fu a servizio di questi. 
Certamente più popolari sono i quattro volumi de Gli abiti de veneziani di quasi ogni età con diligenza raccolti e dipinti nel secolo XVIII grazie alla moderna e integrale pubblicazione. Qui a differenza delle precedenti rassegne sullo stesso argomento aggiunge l'informazione precisa del colore forzosamente assente nelle xilografie (Cesare Vecellio, De gli habiti antichi et moderni di diverse parti del mondo oppure Giacomo Franco, Habiti d'huomeni et donne venetiane con la processione della Ser.ma Signoria ed altri particolari…) e acqueforti (Gaetano Zompini, Le arti che vanno per ia nella città di Venezia) e accompagna ogni illustrazione con precisi commenti, anche se infarciti di settecentesca retorica. 
Di grande utilità nelle ricerche storiche artistiche sono i Monumenta Veneta ex antiquis ruderibus – una rassegna di sculture ed ornati, dipinti tendenzialmente a monocromo – che ci documentano anche lo stato originario di strutture oggi non più esistenti o rimaneggiate. 
Un esempio, tra i tanti, è la riproduzione dello scomparso portale rinascimentale della chiesa dei Santi Filippo e Giacomo a Venezia, eseguito dal proto Giorgio Spavento con il riuso di sculture più antiche, che ha consentito di individuare le tre statue inserite negli esemplari di bottega antelamica pervenuti alla Pinacoteca Manfrediniana del Seminario Patriarcale. Ugualmente, da questa serie di disegni, è possibile verificare le modificazioni intervenute nel monumento funebre del doge Andrea Vendramin, già nella chiesa dei Servi, ricostruito nel presbiterio dei Santi Giovanni e Paolo: qui furono pudicamente scambiati i nudi di Adamo e Eva con due armigeri che erano sui piedritti esterni e al posto di questi furono aggiunte le statue delle sante Margherita e Maddalena di Lorenzo Bregno provenienti invece da Santa Marina; furono anche eliminate due statue di paggi porta scudo che ornavano le estremità della cornice superiore.